# Harry Kane
Harry Edward Kane MBE (Londen, 28 juli 1993) is een Engels voetballer die doorgaans speelt als centrale aanvaller (spits). Hij verruilde Tottenham Hotspur in augustus 2023 voor Bayern München. Kane debuteerde in 2015 in het Engels voetbalelftal.
Kane maakte op 11 maart 2023 zijn 269e (en 270e) doelpunt voor Tottenham Hotspur, waarmee hij clubtopscorer aller tijden werd. Hij scoorde twaalf dagen later voor de 54e keer voor het Engels voetbalelftal, waarmee hij ook topscorer aller tijden van de nationale ploeg werd. Kane werd in september 2021 de eerste voetballer ooit met hattricks in zowel de UEFA Champions League, de UEFA Europa League als de UEFA Europa Conference League achter zijn naam.

## Clubcarrière

### Tottenham Hotspur
Kane werd in 2004 opgenomen in de jeugdopleiding van Tottenham Hotspur. Deze club verhuurde hem in 2009 aan Leyton Orient. Hij speelde hier achttien wedstrijden en maakte vijf doelpunten. Hij speelde daarna voor Tottenham zes wedstrijden in de UEFA Europa League en was daarin eenmaal trefzeker. In 2012 werd Kane verhuurd aan Millwall, waarvoor hij zeven doelpunten maakte.
Op 18 augustus 2012 maakte Kane zijn competitiedebuut voor Tottenham, tegen Newcastle United. Hij viel vier minuten voor tijd in voor Sandro. Hij werd hierna opnieuw verhuurd, ditmaal aan Norwich City. Hij kwam hier van 2012 tot 2013 aan vijf wedstrijden. In 2013 werd Kane uitgeleend aan Leicester City. Hier maakte hij in dertien competitieduels twee doelpunten. In de seizoenen 2013/14 en 2014/15 speelde Kane geregeld wedstrijden; in het eerstgenoemde seizoen kwam hij tienmaal in de Premier League in actie (zesmaal in de basisopstelling). In het seizoen 2014/15 maakte Kane in de eerste zestien wedstrijden zeven doelpunten. Kane maakte in de groepsfase van de UEFA Europa League 2014/15 in vijf wedstrijden vijf doelpunten, waaronder een hattrick in een duel tegen Asteras Tripolis (5–1 winst) op 23 oktober.
Kane maakte op zaterdag 21 maart 2015 voor het eerst een hattrick in de Premier League. Tijdens een 4–3 overwinning thuis tegen Leicester City maakte hij 1–0, 2–0 en 3–2 voor Tottenham. Het laatste doelpunt was zijn negentiende competitiegoal van het seizoen, waarmee hij op dat moment eerste stond in het topscorersklassement van de Premier League. Kane eindigde uiteindelijk op 21 doelpunten in de Premier League voor Tottenham wat resulteerde in een tweede plaats in het topscorersklassement achter Sergio Agüero die 26 doelpunten wist te maken. Door zijn goede prestaties werd hij opgenomen in het PFA Team van het Jaar 2014/15 en werd hij verkozen tot PFA Talent van het Jaar. Kane speelde in het seizoen 2015/16 in alle 38 competitieduels – tevens 38 basisplaatsen – en maakte 25 doelpunten, waarmee hij topscorer werd van Premier League. Hij bleef zowel Agüero als Jamie Vardy (Leicester City) één doelpunt voor.
Kane werd ook in het seizoen 2016/17 topscorer van de Premier League, nu met 29 doelpunten in dertig wedstrijden. Daarmee bleef hij Romelu Lukaku vier en Alexis Sánchez vijf doelpunten voor. Kane scoorde op 13 januari 2018 twee keer tijdens een 4–0 overwinning op Everton. Dit waren zijn 97e en 98e doelpunt voor Tottenham in de Premier League. Hiermee loste hij Teddy Sheringham af als nummer 2 clubtopscorer aller tijden in competitieverband. Hij scoorde zijn 100ste Premier League-doelpunt tegen Liverpool uit een strafschop nadat hij eerder in de wedstrijd zijn strafschop gestopt zag worden door Loris Karius.
Kane scoorde in 2017/18 dertig doelpunten in competitieverband, een persoonlijk record. Hiermee werd hij dat jaar geen topscorer. Mohamed Salah van Liverpool maakte er twee meer. Hij was wel in zijn eentje verantwoordelijk voor bijna de helft van het totale aantal doelpunten van Tottenham dat jaar (74). Hij hielp de club hiermee naar de derde eindklassering in de top 4 op rij. Het seizoen 2018/19 was met zeventien doelpunten zijn minste productieve sinds hij basisspeler werd bij Tottenham. Kane miste dat dat seizoen drie maanden vanwege een aantal blessures. Dat seizoen bereikte hij de finale van de Champions League, die werd verloren van Liverpool. Hij bleef in 2019/20 steken op achttien doelpunten en miste opnieuw drie maanden vanwege fysieke klachten. Tottenham en hij werden dat seizoen zesde. Daarmee eindigden ze voor het eerst in vijf jaar buiten de top 4, met als gevolg geen plaatsing voor de Champions League.
Kane bleef in 2020/21 voor het eerst in jaren vrijwel heel het seizoen fit. Hij maakte dat jaar 23 doelpunten in de Premier League. Daarmee werd hij voor de derde keer in zijn carrière topscorer van Engeland. Kane maakte op 5 februari 2023 zijn 267ste doelpunt voor Tottenham (en zijn 200ste doelpunt in de Premier League). Vanaf dat moment werd hij door sommigen al beschouwd als topscorer aller tijden van Tottenham Hotspur. Die man wiens record hij verbrak - Jimmy Greaves - scoorde echter twee keer in de wedstrijd om het Charity Shield van 1962. Tottenham rekent die doelpunten niet mee. Degenen die dat wel doen, vinden dat Greaves er 268 heeft gemaakt voor Tottenham. Kane maakte op 11 maart 2023 zijn 269e (en 270e) doelpunt voor Tottenham Hotspur, waarmee hij alsnog onbetwist clubtopscorer aller tijden werd. Hij evenaarde in seizoen 2022/23 zijn persoonlijke record door dertig doelpunten te maken in de Premier League. Net als in 2017/18 was het niet genoeg op topscorer te worden. Erling Braut Haaland van kampioen Manchester City maakte er dat jaar 36.
Kane kwam van 2013 tot en met 2023 tot 213 doelpunten in de Premier League. Daarmee was hij opgeklommen tot de tweede plaats in de ranglijst van topscorers aller tijden. Hij moest alleen Alan Shearer nog voor zich dulden. Die maakte er in zijn carrière 260 in de Premier League.

### Bayern München
Kane tekende op 12 augustus 2023 een contract tot medio 2027 bij Bayern München, de kampioen van Duitsland in de voorgaande elf seizoenen. Dat betaalde circa 100 miljoen euro voor hem aan Tottenham Hotspur. Kane debuteerde diezelfde dag nog voor de Duitse club, tijdens de wedstrijd om de DFL-Supercup 2023, tegen bekerhouder RB Leipzig. Hij viel in de 64e minuut in voor Mathys Tel. Bayern München stond toen al met 0–2 achter en verloor met 0–3. Het werd een seizoen waarin Der Rekordmeister Bayern voor het eerst sinds tijden naast alle prijzen greep.
In seizoen 2024/25 werd Kane kampioen met Bayern. Hierdoor veroverde hij alsnog zijn eerste prijs.

## Clubstatistieken
| Seizoen | Club              | Competitie     | Competitie | Competitie | Competitie | Beker | Beker | Beker | Internationaal | Internationaal | Internationaal | Totaal | Totaal | Totaal |
| Seizoen | Club              | Competitie     | Wed.       | Dlp.       | Ass.       | Wed.  | Dlp.  | Ass.  | Wed.           | Dlp.           | Ass.           | Wed.   | Dlp.   | Ass.   |
| ------- | ----------------- | -------------- | ---------- | ---------- | ---------- | ----- | ----- | ----- | -------------- | -------------- | -------------- | ------ | ------ | ------ |
| 2010/11 | → Leyton Orient   | League One     | 18         | 5          | 0          | 0     | 0     | 0     | —              | —              | —              | 18     | 5      | 0      |
| 2011/12 | Tottenham Hotspur | Premier League | 0          | 0          | 0          | 0     | 0     | 0     | 6              | 1              | 0              | 6      | 1      | 0      |
| 2011/12 | → Millwall        | Championship   | 22         | 7          | 2          | 5     | 2     | 3     | —              | —              | —              | 27     | 9      | 5      |
| 2012/13 | Tottenham Hotspur | Premier League | 1          | 0          | 0          | 0     | 0     | 0     | —              | —              | —              | 1      | 0      | 0      |
| 2012/13 | → Norwich City    | Premier League | 3          | 0          | 0          | 1     | 0     | 1     | —              | —              | —              | 4      | 0      | 1      |
| 2012/13 | → Leicester City  | Championship   | 15         | 2          | 0          | 0     | 0     | 0     | —              | —              | —              | 15     | 2      | 0      |
| 2013/14 | Tottenham Hotspur | Premier League | 10         | 3          | 2          | 2     | 1     | 0     | 7              | 0              | 2              | 19     | 4      | 4      |
| 2014/15 | Tottenham Hotspur | Premier League | 34         | 21         | 5          | 8     | 3     | 1     | 9              | 7              | 0              | 51     | 31     | 6      |
| 2015/16 | Tottenham Hotspur | Premier League | 38         | 25         | 1          | 5     | 1     | 0     | 7              | 2              | 1              | 50     | 28     | 2      |
| 2016/17 | Tottenham Hotspur | Premier League | 30         | 29         | 7          | 3     | 4     | 0     | 5              | 2              | 0              | 38     | 35     | 7      |
| 2017/18 | Tottenham Hotspur | Premier League | 37         | 30         | 3          | 4     | 4     | 0     | 7              | 7              | 2              | 48     | 41     | 5      |
| 2018/19 | Tottenham Hotspur | Premier League | 28         | 17         | 4          | 3     | 2     | 1     | 9              | 5              | 1              | 40     | 24     | 6      |
| 2019/20 | Tottenham Hotspur | Premier League | 29         | 18         | 2          | 0     | 0     | 0     | 5              | 6              | 0              | 34     | 24     | 2      |
| 2020/21 | Tottenham Hotspur | Premier League | 35         | 23         | 14         | 6     | 2     | 0     | 8              | 8              | 3              | 49     | 33     | 17     |
| 2021/22 | Tottenham Hotspur | Premier League | 37         | 17         | 9          | 8     | 4     | 0     | 5              | 6              | 1              | 50     | 27     | 10     |
| 2022/23 | Tottenham Hotspur | Premier League | 38         | 30         | 3          | 3     | 1     | 0     | 8              | 1              | 2              | 49     | 32     | 5      |
| 2023/24 | Bayern München    | Bundesliga     | 32         | 36         | 8          | 1     | 0     | 0     | 12             | 8              | 4              | 45     | 44     | 12     |
| 2024/25 | Bayern München    | Bundesliga     | 29         | 24         | 9          | 2     | 1     | 1     | 13             | 11             | 2              | 44     | 36     | 12     |
| TOTAAL  | TOTAAL            | TOTAAL         | 436        | 287        | 69         | 51    | 25    | 7     | 101            | 64             | 18             | 588    | 376    | 94     |

Bijgewerkt tot en met 29 april 2025. 

## Interlandcarrière
Kane vertegenwoordigde Engeland vanaf 2010 op vier verschillende jeugdniveaus. Hij maakte op 13 augustus 2013 zijn debuut in het Engels voetbalelftal onder 21, in een oefeninterland tegen Schotland –21 (6–0 winst). Kane nam met Engeland deel aan het (succesvolle) kwalificatietoernooi voor het EK –21 in 2015. Hij speelde in acht duels en was zesmaal trefzeker.

### Engeland
Kane werd in maart 2015 voor het eerst opgeroepen voor het Engels voetbalelftal. Hij maakte op 27 maart 2015 in een EK-kwalificatieduel tegen Litouwen zijn debuut voor de nationale ploeg. Kane verving na 73 minuten en bij een 3–0 stand aanvoerder Wayne Rooney. Hij had 79 seconden nodig om de 4–0 op het bord te zetten. Kane maakte deel uit van de Engelse selectie op het EK 2016. Engeland werd hierop in de achtste finale uitgeschakeld door IJsland (1–2). Kane maakte tevens deel uit van de Engelse selectie die bondscoach Gareth Southgate meenam naar het WK 2018 in Rusland. Tijdens het WK 2022 reikte Engeland tot de kwartfinale. In deze kwartfinale tegen Frankrijk benutte Kane een penalty, maar miste hij een tweede penalty waardoor Engeland niet op 2-2 kwam maar met 2-1 verloor. Met het benutten van de eerste penalty kroonde hij zich wel tot gedeelde topscorer aller tijden van Engeland. Met 53 doelpunten kwam hij op gelijke hoogte met Wayne Rooney. Kane maakte op 23 maart 2023 zijn 54e doelpunt voor het Engels voetbalelftal, tijdens een met 1–2 gewonnen kwalificatiewedstrijd voor het EK 2024, uit bij Italië. Daarmee werd hij alleen topscorer aller tijden van de nationale ploeg. Hij werd op 6 juni 2024 door Southgate opgenomen in de Engelse selectie voor het EK 2024 in Duitsland. Engeland bereikte de finale, die het met 2–1 verloor van Spanje. Kane kwam op het toernooi als aanvoerder in iedere wedstrijd in actie en scoorde in de groepswedstrijd tegen Denemarken (1–1), in de achtste finale tegen Slowakije (2–1) en in de halve finale tegen Nederland (2–1), waarmee hij de eerste speler werd met in totaal zes doelpunten in knock-outfases van het EK.
| Interlands van Harry Kane voor Engeland | Interlands van Harry Kane voor Engeland | Interlands van Harry Kane voor Engeland | Interlands van Harry Kane voor Engeland | Interlands van Harry Kane voor Engeland | Interlands van Harry Kane voor Engeland |
| Nr.                                     | Datum                                   | Wedstrijd                               | Uitslag                                 | Competitie                              | Doelpunten                              |
| Als speler bij Tottenham Hotspur        | Als speler bij Tottenham Hotspur        | Als speler bij Tottenham Hotspur        | Als speler bij Tottenham Hotspur        | Als speler bij Tottenham Hotspur        | Als speler bij Tottenham Hotspur        |
| --------------------------------------- | --------------------------------------- | --------------------------------------- | --------------------------------------- | --------------------------------------- | --------------------------------------- |
| 1.                                      | 27 maart 2015                           | Engeland – Litouwen                     | 4 – 0                                   | Kwalificatie EK 2016                    | 73'                                     |
| 2.                                      | 31 maart 2015                           | Italië – Engeland                       | 1 – 1                                   | Vriendschappelijk                       | -                                       |
| 3.                                      | 5 september 2015                        | San Marino – Engeland                   | 0 – 6                                   | Kwalificatie EK 2016                    | 13' (pen.)                              |
| 4.                                      | 8 september 2015                        | Engeland – Zwitserland                  | 2 – 0                                   | Kwalificatie EK 2016                    | 84' (pen.)                              |
| 5.                                      | 9 oktober 2015                          | Engeland – Estland                      | 2 – 0                                   | Kwalificatie EK 2016                    | -                                       |
| 6.                                      | 12 oktober 2015                         | Litouwen – Engeland                     | 0 – 3                                   | Kwalificatie EK 2016                    | -                                       |
| 7.                                      | 13 november 2015                        | Spanje – Engeland                       | 2 – 0                                   | Vriendschappelijk                       | -                                       |
| 8.                                      | 17 november 2015                        | Engeland – Frankrijk                    | 2 – 0                                   | Vriendschappelijk                       | -                                       |
| 9.                                      | 26 maart 2016                           | Duitsland – Engeland                    | 2 – 3                                   | Vriendschappelijk                       | 61'                                     |
| 10.                                     | 29 maart 2016                           | Engeland – Nederland                    | 1 – 2                                   | Vriendschappelijk                       | -                                       |
| 11.                                     | 22 mei 2016                             | Engeland – Turkije                      | 2 – 1                                   | Vriendschappelijk                       | 3'                                      |
| 12.                                     | 2 juni 2016                             | Engeland – Portugal                     | 1 – 0                                   | Vriendschappelijk                       | -                                       |
| 13.                                     | 11 juni 2016                            | Engeland – Rusland                      | 1 – 1                                   | EK 2016                                 | -                                       |
| 14.                                     | 16 juni 2016                            | Engeland – Wales                        | 2 – 1                                   | EK 2016                                 | -                                       |
| 15.                                     | 20 juni 2016                            | Slowakije – Engeland                    | 0 – 0                                   | EK 2016                                 | -                                       |
| 16.                                     | 27 juni 2016                            | Engeland – IJsland                      | 1 – 2                                   | EK 2016                                 | -                                       |
| 17.                                     | 4 september 2016                        | Slowakije – Engeland                    | 0 – 1                                   | Kwalificatie WK 2018                    | -                                       |
| 18.                                     | 10 juni 2017                            | Schotland – Engeland                    | 2 – 2                                   | Kwalificatie WK 2018                    | 90+3'                                   |
| 19.                                     | 13 juni 2017                            | Frankrijk – Engeland                    | 3 – 2                                   | vriendschappelijk                       | 9' 48' (pen.)                           |
| 20.                                     | 1 september 2017                        | Malta – Engeland                        | 0 – 4                                   | Kwalificatie WK 2018                    | 53' 90+2'                               |
| 21.                                     | 4 september 2017                        | Engeland – Slowakije                    | 2 – 1                                   | Kwalificatie WK 2018                    | -                                       |
| 22.                                     | 5 oktober 2017                          | Engeland – Slovenië                     | 1 – 0                                   | Kwalificatie WK 2018                    | 90+4'                                   |
| 23.                                     | 8 oktober 2017                          | Litouwen – Engeland                     | 0 – 1                                   | Kwalificatie WK 2018                    | 27' (pen.)                              |
| 24.                                     | 2 juni 2018                             | Engeland – Nigeria                      | 2 – 1                                   | vriendschappelijk                       | 39'                                     |
| 25.                                     | 18 juni 2018                            | Tunesië – Engeland                      | 1 – 2                                   | WK 2018                                 | 11' 90+1'                               |
| 26.                                     | 24 juni 2018                            | Engeland – Panama                       | 6 – 1                                   | WK 2018                                 | 22' (pen.) 45+1' (pen.) 62'             |
| 27.                                     | 3 juli 2018                             | Colombia – Engeland                     | 1 – 1 (3 – 4 n.s.)                      | WK 2018                                 | 57' (pen.)                              |
| 28.                                     | 7 juli 2018                             | Zweden – Engeland                       | 0 – 2                                   | WK 2018                                 | -                                       |
| 29.                                     | 11 juli 2018                            | Kroatië – Engeland                      | 2 – 1 (n.v.)                            | WK 2018                                 | -                                       |
| 30.                                     | 14 juli 2018                            | België – Engeland                       | 2 – 0                                   | WK 2018                                 | -                                       |
| 31.                                     | 8 september 2018                        | Engeland – Spanje                       | 1 – 2                                   | UEFA Nations League 2018/19             | -                                       |
| 32.                                     | 11 september 2018                       | Engeland – Zwitserland                  | 1 – 0                                   | vriendschappelijk                       | -                                       |
| 33.                                     | 12 oktober 2018                         | Kroatië – Engeland                      | 0 – 0                                   | UEFA Nations League 2018/19             | -                                       |
| 34.                                     | 15 oktober 2018                         | Spanje – Engeland                       | 2 – 3                                   | UEFA Nations League 2018/19             | -                                       |
| 35.                                     | 18 november 2018                        | Engeland – Kroatië                      | 2 – 1                                   | UEFA Nations League 2018/19             | 85'                                     |
| 36.                                     | 22 maart 2019                           | Engeland – Tsjechië                     | 5 – 0                                   | Kwalificatie EK 2020                    | 45+2' (pen.)                            |
| 37.                                     | 25 maart 2019                           | Montenegro – Engeland                   | 1 – 5                                   | Kwalificatie EK 2020                    | 71'                                     |
| 38.                                     | 6 juni 2019                             | Nederland – Engeland                    | 3 – 1 (n.v.)                            | UEFA Nations League 2018/19             | -                                       |
| 39.                                     | 9 juni 2019                             | Zwitserland – Engeland                  | 0 – 0 (5 – 6 n.s.)                      | UEFA Nations League 2018/19             | -                                       |
| 40.                                     | 7 september 2019                        | Engeland – Bulgarije                    | 4 – 0                                   | Kwalificatie EK 2020                    | 24' 49' (pen.) 73' (pen.)               |
| 41.                                     | 10 september 2019                       | Engeland – Kosovo                       | 5 – 3                                   | Kwalificatie EK 2020                    | 19'                                     |
| 42.                                     | 11 oktober 2019                         | Tsjechië – Engeland                     | 2 – 1                                   | Kwalificatie EK 2020                    | 5' (pen.)                               |
| 43.                                     | 14 oktober 2019                         | Bulgarije – Engeland                    | 0 – 6                                   | Kwalificatie EK 2020                    | 85'                                     |
| 44.                                     | 14 november 2019                        | Engeland – Montenegro                   | 7 – 0                                   | Kwalificatie EK 2020                    | 18' 24' 37'                             |
| 45.                                     | 17 november 2019                        | Kosovo – Engeland                       | 0 – 4                                   | Kwalificatie EK 2020                    | 79'                                     |
| 46.                                     | 5 september 2020                        | IJsland – Engeland                      | 0 – 1                                   | UEFA Nations League 2020/21             | -                                       |
| 47.                                     | 8 september 2020                        | Denemarken – Engeland                   | 0 – 0                                   | UEFA Nations League 2020/21             | -                                       |
| 48.                                     | 11 oktober 2020                         | Engeland – België                       | 2 – 1                                   | UEFA Nations League 2020/21             | -                                       |
| 49.                                     | 14 oktober 2020                         | Engeland – Denemarken                   | 0 – 1                                   | UEFA Nations League 2020/21             | -                                       |
| 50.                                     | 15 november 2020                        | België – Engeland                       | 2 – 0                                   | UEFA Nations League 2020/21             | -                                       |
| 51.                                     | 18 november 2020                        | Engeland – IJsland                      | 4 – 0                                   | UEFA Nations League 2020/21             | -                                       |
| 52.                                     | 28 maart 2021                           | Albanië – Engeland                      | 0 – 2                                   | Kwalificatie WK 2022                    | 38'                                     |
| 53.                                     | 31 maart 2021                           | Engeland – Polen                        | 2 – 1                                   | Kwalificatie WK 2022                    | 19' (pen.)                              |
| 54.                                     | 2 juni 2021                             | Engeland – Oostenrijk                   | 1 – 0                                   | vriendschappelijk                       | -                                       |
| 55.                                     | 13 juni 2021                            | Engeland – Kroatië                      | 1 – 0                                   | EK 2020                                 | -                                       |
| 56.                                     | 18 juni 2021                            | Engeland – Schotland                    | 0 – 0                                   | EK 2020                                 | -                                       |
| 57.                                     | 22 juni 2021                            | Tsjechië – Engeland                     | 0 – 1                                   | EK 2020                                 | -                                       |
| 58.                                     | 29 juni 2021                            | Engeland – Duitsland                    | 2 – 0                                   | EK 2020                                 | 86'                                     |
| 59.                                     | 3 juli 2021                             | Oekraïne – Engeland                     | 0 – 4                                   | EK 2020                                 | 4' 50'                                  |
| 60.                                     | 7 juli 2021                             | Engeland – Denemarken                   | 2 – 1 (n.v.)                            | EK 2020                                 | 104'                                    |
| 61.                                     | 11 juli 2021                            | Italië – Engeland                       | 1 – 1 (3 – 2 n.s.)                      | EK 2020                                 | -                                       |
| 62.                                     | 2 september 2021                        | Hongarije – Engeland                    | 0 – 4                                   | Kwalificatie WK 2022                    | 63'                                     |
| 63.                                     | 5 september 2021                        | Engeland – Andorra                      | 4 – 0                                   | Kwalificatie WK 2022                    | 72' (pen.)                              |
| 64.                                     | 8 september 2021                        | Polen – Engeland                        | 1 – 1                                   | Kwalificatie WK 2022                    | 72'                                     |
| 65.                                     | 12 oktober 2021                         | Engeland – Hongarije                    | 1 – 1                                   | Kwalificatie WK 2022                    | -                                       |
| 66.                                     | 12 november 2021                        | Engeland – Albanië                      | 5 – 0                                   | Kwalificatie WK 2022                    | 18' 33' 45+1'                           |
| 67.                                     | 15 november 2021                        | San Marino – Engeland                   | 0 – 10                                  | Kwalificatie WK 2022                    | 27' (pen.) 31' 39' (pen.) 42'           |
| 68.                                     | 26 maart 2022                           | Engeland – Zwitserland                  | 2 – 1                                   | Vriendschappelijk                       | 78' (pen.)                              |
| 69.                                     | 29 maart 2022                           | Engeland – Ivoorkust                    | 3 – 0                                   | Vriendschappelijk                       |                                         |
| 70.                                     | 4 juni 2022                             | Hongarije – Engeland                    | 1 – 0                                   | Nations League                          |                                         |
| 71.                                     | 7 juni 2022                             | Duitsland – Engeland                    | 1 – 1                                   | Nations League                          | 88' (pen.)                              |
| 72.                                     | 11 juni 2022                            | Engeland – Italië                       | 0 – 0                                   | Nations League                          |                                         |
| 73.                                     | 14 juni 2022                            | Engeland – Hongarije                    | 0 – 4                                   | Nations League                          |                                         |
| 74.                                     | 23 september 2022                       | Italië – Engeland                       | 1 – 0                                   | Nations League                          |                                         |
| 75.                                     | 26 september 2022                       | Engeland – Duitsland                    | 3 – 3                                   | Nations League                          | 83' (pen.)                              |
| 76.                                     | 21 november 2022                        | Engeland – Iran                         | 6 – 2                                   | WK 2022                                 |                                         |
| 77.                                     | 25 november 2022                        | Engeland – Verenigde Staten             | 0 – 0                                   | WK 2022                                 |                                         |
| 78.                                     | 29 november 2022                        | Wales – Engeland                        | 0 – 3                                   | WK 2022                                 |                                         |
| 79.                                     | 4 december 2022                         | Engeland – Senegal                      | 3 – 0                                   | WK 2022                                 | 45'                                     |
| 80.                                     | 10 december 2022                        | Frankrijk - Engeland                    | 2 – 1                                   | WK 2022                                 | 54'                                     |
| 81.                                     | 23 maart 2023                           | Italië – Engeland                       | 1 – 2                                   | Kwalificatie EK 2024                    | 44' (pen.)                              |
| 82.                                     | 26 maart 2023                           | Engeland – Oekraïne                     | 2 – 0                                   | Kwalificatie EK 2024                    | 37'                                     |

Bijgewerkt op 9 juni 2023.

## Erelijst
Bayern München
- Bundesliga: 2024/25
- Duitse supercup: 2025

Individueel
| Engeland                               |    |                             |
| Millwall Talent van het Jaar           | 1× | 2011/12                     |
| Premier League Speler van de Maand     | 2× | Januari 2015, Februari 2015 |
| Premier League Doelpunt van de Maand   | 1× | Januari 2015                |
| PFA Premier League Team van het Jaar   | 1× | 2014/15                     |
| PFA Premier League Talent van het Jaar | 1× | 2014/15                     |
| Premier League Golden Boot             | 3× | 2015/16, 2016/17, 2020/21   |